# Герцик Опанас Павлович
Ге́рцик Опана́с (тж. Атана́с чи Атана́з) Па́влович (роки народження і смерті невідомі) — український державний діяч, бунчужний в уряді Пилипа Орлика. Син Павла Герцика, молодший брат Григорія та Івана Герцика.

## Життєпис
Разом із іншими Герциками пішов на еміграцію після Полтавської битви. Певний час перебував з Пилипом Орликом «для науки». В Швеції служив у полковника Росохацького, з 1720-х — в польському війську під командою полковника Загвойського, куди був влаштований старанням колишнього посланця Мазепи то Станіслава Лещинського ксьондз Зеленський.